# Olympische Sommerspiele 1972/Teilnehmer (Haiti)
| Gelbes Symbol für Goldmedaillen mit stilisierten Olympischen Ringen | Graues Symbol für Silbermedaillen mit stilisierten Olympischen Ringen | Braundes Symbol für Bronzemedaillen mit stilisierten Olympischen Ringen |
| ------------------------------------------------------------------- | --------------------------------------------------------------------- | ----------------------------------------------------------------------- |
| —                                                                   | —                                                                     | —                                                                       |

Haiti nahm an den Olympischen Sommerspielen 1972 in München mit einer Delegation von sieben Sportlern (sechs Männer und einer Frau) teil. Sie waren alle Leichtathleten und traten in sieben Laufwettbewerben an.

## Teilnehmer nach Sportarten

### Leichtathletik
Herren
- Pierre-Richard Gaetjens
100 m: Vorlauf

- Gary Georges
200 m: Vorlauf

- Jean-Max Faustin
400 m: Vorlauf

- Fritz Pierre
800 m: Vorlauf

- Anilus Joseph
10.000 m: Vorlauf

- Maurice Charlotin
Marathon: 62. Platz

Frauen
- Mireille Joseph
100 m: Vorlauf